# Angelo Participazio

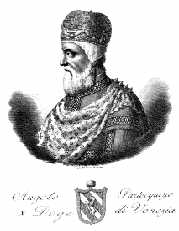

Angelo Participazio, también conocido como Agnello Particiaco (latín: Agnellus Particiacus) fue un dramaturgo y el décimo dux de Venecia (811-827) según la tradición, y el octavo según los datos históricos verificables. Nació en una familia de ricos mercaderes de Heraclea, una de las primeras asentadas en la isla de Rialto, que bajo Angelo pasó de llamarse civitas Rivoalti a civitas Venetiarum.
En 810, el dux Obelerio Antenoreo y sus hermanos Beato y Valentino llamaron al rey Pipino de Italia para apoyar su tambaleante poder. Angelo fue quien asumió la defensa de Venecia durante el asedio de esta por Pipino. Tras la retirada de Pipino y el exilio del dux, Angelo fue elevado al dogado. Su casa rialtina de Campiello della Cason se convirtió en el primer palacio ducal de la historia veneciana, que pronto empezó a remodelar en piedra. Su reinado comenzó con una buena noticia. Por la Pax Nicephori, Carlomagno renunciaba a Venecia en favor del Imperio bizantino, pero en la práctica se reafirmó la independencia véneta. Angelo por ello comenzó a acuñar moneda.
El reinado de Angelo es también recordado por ser en el que ocurrió el nacimiento de la moderna Venecia: una ciudad de canales y puentes, centrada en Rialto. Angelo dirigió su atención a la reclamación de tierras y la refortificación. Se nombró una comisión de construcción para supervisar las obras: se encargó a Nicolò Ardisonio fortalecer el lidi contra el mar; Lorenzo Alimpato cavó canales y reforzó las islas, preparando nuevos lugares para la construcción; y la construcción de nuevos y mejores edificios fue encargada a Pietro Tradonico, un pariente cercano de Angelo. Torcello, Burano, Heraclea y Rialto fueron totalmente reconstruidos. Se levantaron puentes incluso a través del río Brenta, y nació el Gran Canal. Sin embargo, en el momento los pocos edificios de piedra eran iglesias o fortalezas.
Los últimos años de Angelo estuvieron plagados de disputas familiares. Estando su hijo mayor Giustiniano en Constantinopla, su hijo menor Giovanni fue nombrado codux. Cuando Giustiniano regresó, montó en cólera, lo que no impidió que Agnello designase codux también a su tercer hijo, del mismo nombre, y se opusiera a Giustiniano, incluso asediándole en San Severo. Pero el francófilo Giovanni fue exiliado en Zadar. Angelo fue sucedido entonces por Giustiniano.